# Mirabilia urbis Romae
De Mirabilia Urbis Romae (Nederlands: Wonderen van de stad Rome) is een middeleeuwse reisgids voor pelgrims in Rome. 

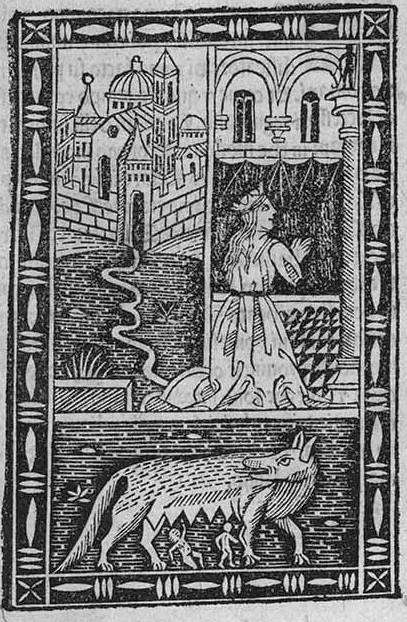
Mirabilia urbis Romae, 1499

De gids is rond 1143 geschreven door Benedictus, een kanunnik van de Sint-Pieter. In de Latijnse tekst worden veel antieke Romeinse monumenten beschreven, die in deze tijd nog niet waren verdwenen. Van de grote antieke hoofdstad van het Romeinse Rijk was destijds niet veel meer over. Gedurende de middeleeuwen was er een enorme terugval in het burgeraantal geweest en de resterende Romeinen woonden vrijwel alleen nog in de wijken Campus Martius en Trastevere, dicht bij de Tiber. De verlaten wijken binnen de Aureliaanse Muur stonden vol met antieke ruïnes, die grotendeels pas vanaf de renaissance geheel werden afgebroken. De geschiedenis van veel van de antieke bouwwerken was echter in de 12e eeuw vergeten en de Mirabilia staat dan ook vol met onjuiste gegevens over de namen en functies van gebouwen. Desondanks bleef het eeuwenlang een standaard reisgids voor Rome en de tekst werd vele malen gekopieerd, uitgebreid en vertaald. Pas in de 15e eeuw werden twee nieuwe gidsen geschreven, die de Mirabilia konden vervangen; de Descriptio urbis Romae (1433) en Roma instaurata (1444).
De Mirabilia blijft tot op heden een belangrijke bron bij het lokaliseren van de antieke gebouwen en middeleeuwse kerken in Rome. Behalve als losse tekst is de tekst ook overgeleverd in verzamelhandschriften en in het pauselijke Liber Censuum.

## Edities
- Cesare D´Onofrio (ed.), Visitiamo Roma mille anni fa. La città dei Mirabilia, Roma 1988
- Maria Accame Lanzilotta en Emy Dell'Oro (ed.), I Mirabilia urbis Romae, Tivoli 2004
- Paul Fabre en Louis Duchesne (ed.), Le Liber Censuum de l'église romaine, Parijs 1910, dl. 1
- 'Mirabilia urbis Romae', in: Henri Jordan, Topographie der Stadt Rom im Altertum, dl. 2, Berlijn 1871, p. 607-643
- Gustav Parthey (ed.), Mirabilia Romae, Berlijn 1869